# Spitzberg (Schmölln-Putzkau)
Der Spitzberg ist ein 385 Meter hoher, wenig markanter Berg in der südwestlichen Oberlausitz.
Er ist eine der am westlichsten gelegenen Erhebungen der nördlichen Bergkette des Lausitzer Berglandes. Der Gipfel befindet sich etwa 1,2 Kilometer westlich des etwa 60 Meter höheren Hohen Hahns. Andere umliegende Berge sind der Heydelberg im Süden, der Stiebitzberg im Westen und der Oberhofberg im Nordwesten.
Der Berg befindet sich auf dem Gebiet der Gemeinde Schmölln-Putzkau zwischen den Ortsteilen Putzkau im Süden, Tröbigau im Norden und Schmölln im Nordwesten.